# Катайга
Катайга́ (рос. Катайга) — селище у складі Верхньокетського району Томської області, Росія. Адміністративний центр Катайгинського сільського поселення.

## Населення
Населення — 1584 особи (2010; 1812 у 2002).
Національний склад (станом на 2002 рік):
- росіяни — 92 %